# Jules de Palm
Jules de Palm (Willemstad (Curaçao), 25 januari 1922 – Den Haag, 30 september 2013) was een Curaçaos dichter, schrijver, vertaler, docent en voorvechter van het gebruik van het Papiamentu in het onderwijs en in muzikale en literaire teksten.

## Leven
Julius Philip (Jules) de Palm werd op 25 januari 1922 geboren op Curaçao als zoon van Jeronimo Emiliano de Palm en Geronimo Hendrina Schorea, beiden geboren te Willemstad (Curaçao). Hij was onderwijzer op Curaçao en Aruba (1938-1948) en studeerde Nederlands aan de School voor Taal- en Letterkunde in Den Haag en aan de Universiteit van Leiden. Daar promoveerde hij in 1969 tot doctor in de Nederlandse Taal- en Letterkunde met het proefschrift Het Nederlands op de Curaçaose school. 
Van 1959 tot zijn pensionering in 1982 was hij hoofdcoördinator van het Centraal Bureau Toezicht Curaçaose  Bursalen (CBTCB). Hij was een toegewijd en geliefd mentor zoals blijkt uit de meerdere afscheidsartikelen die na zijn overlijden verschenen. Hij werd hierin tevens geroemd om zijn gevoel voor humor en zijn passie om het negatieve stigma van het Papiamentu op te heffen en de taal de plaats te geven in de maatschappij die het verdiende. Onder meer deed hij dit door het schrijven van liedteksten in het Papiamentu met Pierre Lauffer en René de Rooy, uitgebracht onder het pseudoniem Julio Perrenal.  

### Functies
- Essayist voor Eldorado, het maandblad ter behartiging van de belangen van Suriname en de Nederlandse Antillen (1949-1950).
- Mederedacteur van de Antilliaanse Cahiers (1955-1967) – een serie uitgaven van Antilliaanse literatuur.
- Redacteur van de herdruk van de Encyclopedie van de Nederlandse Antillen (1985).
- Mederedacteur van de uitgave van het Verzameld werk van Cola Debrot (1985-1989).
- Vicevoorzitter van de Stichting voor Culturele Samenwerking (Sticusa).
- Grondlegger en hoofd van het Centraal Bureau Toezicht Curaçaose Bursalen (CBTCB) (1959-1982).

In het proefschrift van Jos de Roo 'Praatjes voor de West; de Wereldomroep en de Antilliaanse en Surinaamse literatuur 1947-1958' (2014), is een hoofdstuk aan Jules de Palm gewijdt. Jos de Roo was zelf van 1983 tot zijn pensionering in 2002 programmamaker bij de Caraïbische afdeling van de Wereldomroep.
De Palm kwam bij de Wereldomroep omdat hij werd gevraagd door Johan van de Walle, het hoofd van de West-Indische afdeling van de Wereldomroep. In november 1952 las De Palm voor het eerst gedichten voor in het Papiaments. Tot 1957 zouden nog vele gedichten, verhalen en beschouwingen volgen, zowel van De Palm zelf als van andere schrijvers. 
De Palm woonde het grootste deel van zijn leven in Nederland. Hij werd blind op latere leeftijd en overleed in Den Haag op 30 september 2013 op 91-jarige leeftijd. Hij was een bescheiden man en hij stond erop in kleine kring in stilte gecremeerd te worden. Hij was getrouwd en had een dochter. 
De Arubaanse schrijver Henry Habibe schreef in de Amigoe-weekendbijlage Ñapa een afscheidsartikel over Jules de Palm: "Cola Debrot heeft Jules de Palm ooit getypeerd als een van die auteurs, die de moed weten op te brengen om in alle eenvoud hun ware aard te tonen."

## Werken
- Cancionero Papiamento I (liedteksten, 1943). Gepubliceerd onder de naam Julio Perrenal, een anagram van het trio bestaande uit Jules de Palm, Pierre Lauffer en René de Rooy.
- Ilushon di Anochi (vertaling in het Papiamentu van A Midsummernight’s Dream van William Shakespeare, 1967). De premiėre van de succesvolle opvoering in openluchttheater Emmastad vond plaats in 1968.[6]
- Het Nederlands op de Curaçaose school (dissertatie, Wolters-Noordhoff, 1969)
- Nederlandse Antillen : Literaire oogst (Sticusa,  1969)
- Kennismaking met de Antilliaanse en de Surinaamse poëzie (Sticusa, 1973). Met  Hugo Pos en Max Nord.
- Julio Perrenal : dichters van het Papiamentse lied (De Bezige Bij, 1979). Met Julian Coco.
- Antiya (verhalen, De Bezige Bij, 1981). Het verhaal Kubalibre is online beschikbaar op de website Leesuur.[7]
- Brief van Julius Philip de Palm (1922-) aan Uitgeverij Nijgh & Van Ditmar PHD omslag J. de Palm (Correspondentie) (1982)
- Brieven van Julius Philip de Palm (1922-) aan Simonna Anna Gabriella Charlotta Dubois-de Bruyn (1910-2001) en Pierre Hubert Dubois (1917-1999) PHD omslag J. de Palm (Correspondentie) (manuscript, 1985-1993)
- Brief van Julius Philip de Palm (1922-) aan Pierre Hubert Dubois (1917-1999) PHD omslag Université de L'Etat à Liëge (correspondentie) (manuscript, 1986)
- Kinderen van de fraters (De Bezige Bij, 1986)
- Wat niet weet, kan deren (artikel, De gids: nieuwe vaderlandsche letteroefeningen, 1990)
- Lekker warm, lekker bruin. Vallen en opstaan in twee culturen (De Bezige Bij, 1990)
- 'n Kwaaie zaak (artikel, Peter Stuyvesant College, Willemstad, 1991)

## Prijzen en onderscheidingen
Op 29 april 1981 werd hij bevorderd tot Officier in de orde van Oranje-Nassau.
De Palm ontving in 1995 de Cola Debrotprijs voor literatuur voor zijn boek Lekker Warm, Lekker Bruin. De jury oordeelde dat De Palm het anekdotische van de individuele ervaring zo wist te beschrijven dat deze boven het particuliere uitsteeg waardoor iedereen er iets in kon herkennen. Ook wees de jury op de betekenis van De Palm voor de Antilliaanse literatuur als auteur van werken als Julio Perrenal, Dichters van het Papiamentse lied, Antiya, Kinderen van de Fraters en als redacteur van de tweede editie van de Encyclopedie van de Nederlandse Antillen.
Omdat De Palm niet naar Curaçao kon komen, werd de prijs in Nederland aan hem uitgereikt door Carel de Haseth, de toenmalig Gevolmachtigd minister van de Nederlandse Antillen.